# Zhu Baije Chi Xigua
Zhu Bajie Chi Xigua (xinès simplificat: 猪八戒吃西瓜, pinyin: Zhū Bājiè Chī Xīguā, literalment 'Zhu Bajie menja meló d'alger') és un curtmetratge d'animació xinés del 1958, produït a l'estudi de cinema d'animació de Shanghai per Wan Laiming i Wan Guchan. En anglés es coneix com Pigsy Eats Watermelon, Mr. Pig Eats Watermelon o Zhu Bajie Eats Watermelon. En la pel·lícula, Wan Guchan innova per primera vegada amb la tècnica de tall de paper, inspirada en l'art xinés de paper.

## Història
El personatge principal és Zhu Bajie, figura prominent del folklore xinés pel seu paper a la novel·la clàssica Viatge a Occident. La trama de la pel·lícula es considera una derivació de la de la novel·la. Es va fer servir el personatge, ja que els porcs sovint s’associaven a l'avarícia a la cultura popular xinesa.